# Thomas Joseph Backhouse
El general Thomas Joseph Backhouse fue un oficial del Ejército Británico que tuvo una destacada carrera a finales del siglo XVIII y comienzos del XIX. Sirvió en las campañas en las islas del Caribe, Sudamérica y en la India.

## Biografía
Thomas Joseph Backhouse nació el 27 de enero de 1764 en Manila, isla de Luzón, Filipinas, hijo natural de Thomas Backhouse.
Ingresó al ejército británico en marzo de 1780 como insignia en el regimiento n.º 13 de Infantería. 
Fue enviado al frente durante la guerra de Independencia de los Estados Unidos y sirvió bajo el mando del general Sir John Vaughan en las Indias Occidentales, participando de la toma de San Eustaquio (1781) y de otras islas.
Pasó luego como ayudante con el grado de teniente al regimiento n.º 64 y el 30 de junio de 1788 fue puesto al mando de una compañía del regimiento n.º 47 de Infantería Lancashire.
Fue promovido al grado de mayor el 3 de mayo de 1796 y a teniente coronel el 6 de junio de 1798.
En agosto de 1806 se encontraba al mando del 47° en ciudad del Cabo, recientemente conquistada, cuando Sir David Baird lo envió con su regimiento al Río de la Plata en refuerzo del brigadier general William Carr Beresford, quien había conquistado la ciudad de Buenos Aires en la primera de las llamadas Invasiones Inglesas.
Al arribar al estuario Beresford y sus hombres habían sido vencidos y se encontraban  prisioneros por lo que Backhouse se encontraba inesperádamente al frente de un pequeño ejército compuesto por tres escuadrones de dragones desmontados, el 47°, el regimiento n.º 38 de Infantería y una compañía del regimiento n.º 54 de Infantería (unos 1900 hombres), sin artillería y sin instrucciones específicas ante la nueva situación.
Desarrolló junto al comodoro Sir Home Riggs Popham, quien comandaba aún la escuadra británica, un plan para atacar Montevideo pero desecharon el proyecto al no poder asegurar la destrucción de las baterías que defendían la plaza.
Temiendo que el largo período de embarque de las tropas causara problemas de salud y disminuyera su capacidad combativa, y sin saber cuando contaría con reaprovisionamiento, resolvió con Popham desembarcar en un punto alternativo. A bordo del HMS Diadem desembarcó en la noche del 29 de octubre en Maldonado al frente de tropas del 38°, la compañía ligera del 54° y algunos dragones. Ocupada la villa permaneció allí hasta la llegada de los refuerzos encabezados por Sir Samuel Auchmuty en enero de 1807.
La decisión de Backhouse de permanecer en el estuario y asegurar una posición continental permitió a Auchmuty reintentar la conquista del territorio y le hizo acreedor al público agradecimiento de su comandante.

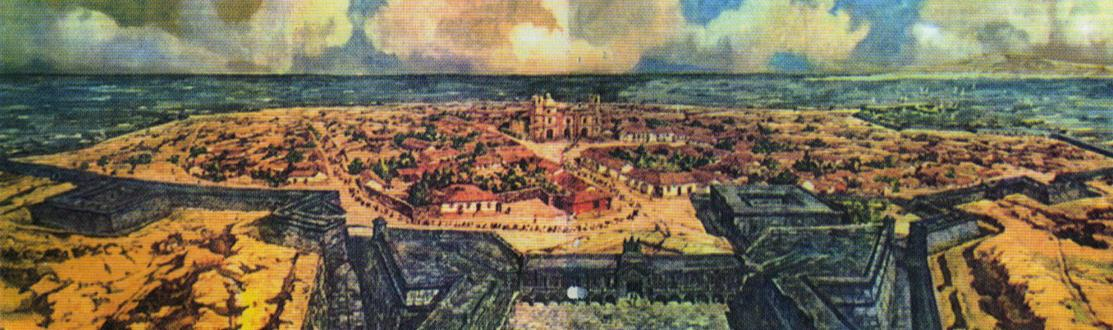
Vista de Montevideo, fines.

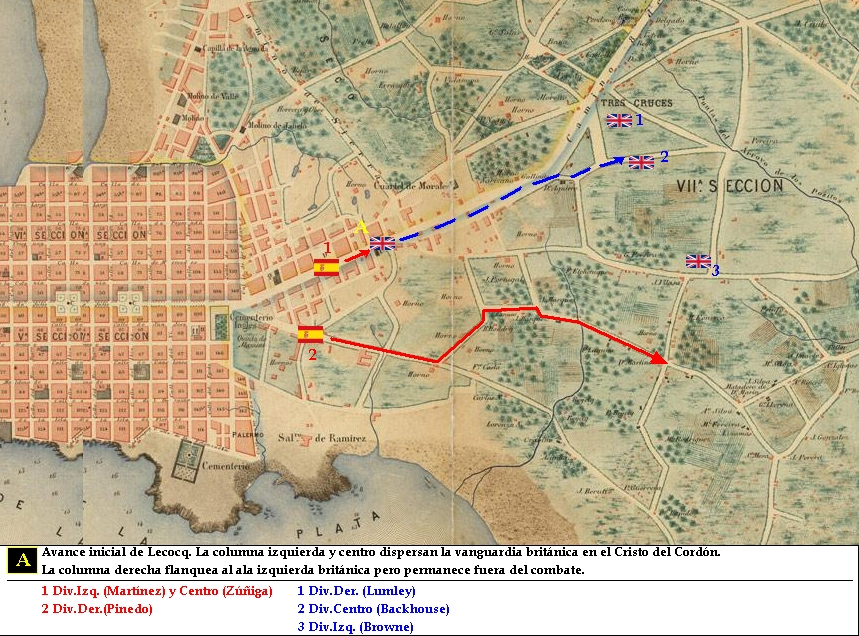
Combate del Cordón, 1ª fase (sobre plano de 1867).

Durante el Combate del Cordón comandó el centro del ejército incluyendo al 47°, al 38° (teniente coronel Spencer Thomas Vassal) y al n.º 87 (Royal Irish Fusiliers) (teniente coronel Sir Edward Butler). 
Tras la caída de Montevideo, no participó del desastroso ataque a Buenos Aires que obligó a la evacuación de ambas bandas del río. 
Backhouse fue promovido a coronel el 25 de abril de 1808 y destinado a las Indias Orientales Británicas como comandante de la guarnición de Bombay hasta que el 4 de junio de 1811 fue promovido a general y afectado como mayor general al personal de esa presidencia hasta 1813, cuando regresó a Inglaterra.
Fue promovido a teniente general el 19 de junio de 1821. Falleció sin descendencia el 23 de mayo de 1828, motivando un litigio sucesorio que fue presentado a la High Court of Chancery durante la presidencia del Lord canciller John Copley, 1° barón Lyndhurst, y resuelto antes de marzo de 1831.